# Aleksandra Żaryn
Aleksandra Felicja Żaryn z domu Jankowska (ur. 25 lutego 1916 w Warszawie, zm. 17 marca 2010) – polska tłumaczka, prawnik i działaczka społeczna.

## Życiorys
W 1939 została absolwentką Instytutu Francuskiego w Warszawie. Rozpoczęła studia prawnicze na Uniwersytecie Warszawskim, które – przerwane przez wybuch wojny – ostatecznie ukończyła na Uniwersytecie Mikołaja Kopernika w Toruniu. W latach studenckich działała w Katolickiej Młodzieży Narodowej i duszpasterstwie akademickim przy kościele św. Anny. Była współorganizatorką ślubów akademickich na Jasnej Górze w maju 1936.
W czasie wojny została przez Niemców wypędzona wraz z rodzicami z majątku w Kruchowie i zamieszkała u krewnych w majątku w podwarszawskich Szeligach. W majątku tym ukrywała Żydów. Za pomoc udzieloną rannemu powstańcowi została w sierpniu 1944 aresztowana i wywieziona do obozu pracy; uratowała się i została zwolniona z obozu dzięki interwencji kpt. Wilma Hosenfelda. W styczniu 1945 jej rodzina została ponownie wysiedlona – majątek w Szeligach został przejęty w ramach reformy rolnej.
W 1945 założyła i następnie przez kilkanaście lat prowadziła czytelnię „Exlibris”, miejsce spotkań warszawskiej inteligencji. Pracowała w różnych instytucjach, m.in. w Muzeum Narodowym. Zajmowała się również tłumaczeniami na język francuski dzieł naukowych z dziedziny historii, architektury i konserwacji zabytków.
Od 1980 była członkiem NSZZ „Solidarność” w Ministerstwie Kultury i Sztuki. Do końca życia działała w kole korporacji „Arkonia”.
W 2007 opublikowała w Biuletynie IPN artykuł wspomnieniowy pt. Podnieść życie z ruin.
Pochowana na cmentarzu parafialnym w Wiązownie.

## Odznaczenia i wyróżnienia
Wraz z mężem Stanisławem została odznaczona medalem Sprawiedliwy wśród Narodów Świata. W 1996 otrzymała tytuł Honorowego Członka ICOMOS.

## Życie prywatne
Żona architekta Stanisława Żaryna, matka m.in. historyka Jana Żaryna.

## Tłumaczenia
- L’architecture polonaise / Jan Zachwatowicz, Wydawnictwo Arkady, Warszawa 1967
- Wilanów: le palais et le parc / Wojciech Fijałkowski, Krajowa Agencja Wydawnicza, Warszawa 1978
- Les fondements juridiques de la sauvegarde des biens culturels en Pologne / Tadeusz Jaworski, Ministerstwo Kultury i Sztuki, Warszawa 1981